# Lu You
Lu You (ur. 1125, zm. 1210), pseudonim Fangweng (放翁) – chiński poeta okresu południowej dynastii Song.

## Życiorys
Pochodził z Shanyin w prowincji Zhejiang. Wywodził się z arystokratycznej rodziny literatów, otrzymał klasyczne wychowanie. Jego prywatne życie naznaczone były niepowodzeniami. W młodości ożenił się z kobietą, którą kochał, jednak na skutek nacisków matki musiał się z nią rozwieść. Później zdał egzamin urzędniczy w Hangzhou, jednak ze względu na animozje z lokalnymi urzędnikami długo nie mógł zrobić kariery. Dopiero w 1160 roku otrzymał pierwsze ważne stanowiska, z których już w 1166 roku został zdymisjonowany z powodu krytyki władz. W 1170 roku został delegowany do prowincji Syczuan z zadaniem inspekcji nadgranicznych garnizonów. W późniejszych latach piastował stanowiska urzędnicze w prowincjach Fujian, Jiangsu i Zhejiang.
Za życia stworzył około 20 tysięcy wierszy, głównie w gatunku shi, z których do czasów współczesnych zachowało się prawie 10 tysięcy. Osiągnął mistrzostwo w operowaniu wierszem regularnym lüshi, choć tworzył też w starszym stylu gushi. Utwory Lu You cechują się prostotą formy i bezpośredniością wyrazu, kontrastującymi z aluzyjnym i ornamentacyjnym stylem dominującym w twórczości ówczesnych poetów. W swojej poezji poruszał tematykę patriotyczną, pisał żywiołowe wiersze, w których nawoływał do walki z Dżurdżenami i krytykował pokojową politykę dworu cesarskiego. Pod koniec życia, wycofawszy się z działalności urzędniczej, osiadł na wsi i pisał wiersze o spokojniejszym charakterze, sławiące uroki życia wiejskiego.